# Почесний «Магрітт»
Почесний «Магрітт» (фр. Magritte d'honneur) — почесна нагорода, що надається з 2011 року бельгійською Академією Андре Дельво в рамках національної кінопремії «Магрітт». Лауреати нагороди визначаються Радою директорів Академії.

## Лауреати
| 2011         | 2011       | 2013         | 2014           |
| ------------ | ---------- | ------------ | -------------- |
| Андре Дельво | Наталі Бай | Коста-Гаврас | Емир Кустуриця |

| 2015       | 2016          | 2017           | 2018           | 2019        |
| ---------- | ------------- | -------------- | -------------- | ----------- |
| П'єр Рішар | Венсан Лендон | Андре Дюссольє | Сандрін Боннер | Рауль Серве |